# Puntius lindog
Puntius lindog är en fiskart som först beskrevs av Herre 1924.  Puntius lindog ingår i släktet Puntius och familjen karpfiskar. IUCN kategoriserar arten globalt som sårbar. Inga underarter finns listade i Catalogue of Life.